# Nagrām
Nagrām är en ort i Indien.   Den ligger i distriktet Lucknow District och delstaten Uttar Pradesh, i den centrala delen av landet, 400 km sydost om huvudstaden New Delhi. Nagrām ligger 127 meter över havet och antalet invånare är 9 858.
Terrängen runt Nagrām är mycket platt. Runt Nagrām är det tätbefolkat, med 570 invånare per kvadratkilometer. Närmaste större samhälle är Bachhrāwān, 16,6 km söder om Nagrām. Trakten runt Nagrām består till största delen av jordbruksmark.